# Daniel Kehlmann
 (juin 2024).
Daniel Kehlmann, né le 13 janvier 1975 à Munich, est un écrivain germano-autrichien.

## Biographie
Daniel Kehlmann est le fils du réalisateur Michael Kehlmann et de l’actrice allemande Dagmar Mettler.
Sa famille s'installe en 1981 à Vienne. Kehlmann poursuit ses études au Kollegium Kalksburg, puis il étudie à Vienne la philosophie et la littérature à partir de 1993. Il commence ensuite une thèse sur le thème du sublime chez Kant, avant de l'abandonner pour se consacrer à l'écriture de romans.
Son premier roman est Beerholms Vorstellung, publié en 1997 ; suivent Unter der Sonne (1998), Mahlers Zeit (1999) et Der fernste Ort (2001). Son cinquième roman, Moi et Kaminski (2003), lui vaut une renommée internationale.
Kehlmann écrit des critiques et des essais pour différents magazines, dont Süddeutsche Zeitung, Frankfurter Rundschau, Frankfurter Allgemeine Zeitung, Literaturen et Volltext. En 2001, Kehlmann est professeur invité de poésie à l'université de Mayence, puis durant le semestre d'hiver 2005-2006 à la conférence de poésie du FH Wiesbaden et durant le semestre d'hiver 2006-2007 à la conférence de poésie de l'université de Göttingen. Il est membre de l'Académie des sciences et des lettres de Mayence.

## Œuvre
Daniel Kehlmann décrit ses travaux ainsi : « Un narrateur opère avec la réalité. Avec le désir de corriger l'existence selon son imagination, il en invente une deuxième, privée... » - « Narrer, cela signifie dessiner un arc là où il n'y en a pas, puis donner une structure et une logique au développement, notamment aux endroits où la vérité n'en offre pas. »
L'œuvre de Kehlmann n'est pas autobiographique. Il invente ses protagonistes et ses histoires et se place, avec le lecteur - comme dans une sorte d'expérience - dans la perspective de ces protagonistes.
Ses héros sont généralement d'une façon ou d'une autre des figures extrêmes : extrêmement superficielles et vaines comme dans Moi et Kaminski ou bien extrêmement douées et arrogantes dans Mahlers Zeit (de).
Le lecteur peut alors rarement s'identifier avec ces personnages.
Le suspense se construit entre autres autour de la question de savoir si et comment ces caractères extrêmes échouent.
Dans le roman Moi et Kaminski, le protagoniste, un carriériste superficiel, sent dans la mort proche du célèbre peintre Kaminski la chance de se construire une réputation en écrivant sa biographie.
Après ses discussions avec l'artiste, il se rend compte finalement du peu de valeur qu'a sa vie jusqu'à présent.
Le roman de Kehlmann qui a eu le plus de succès est Les Arpenteurs du monde, atteignant la seconde place du classement du New York Times du 15 avril 2007 sur les livres internationaux les plus vendus durant l'année 2006.
Il raconte l'histoire de deux chercheurs, Alexander von Humboldt et Carl Friedrich Gauss, que Kehlmann a enrichi de nombreuses anecdotes.
C'est un roman sur la naissance de la science moderne et sur le classicisme de Weimar.
Le livre est écrit en grande partie en style indirect, ce qui lui donne souvent un effet comique voire burlesque.

## Œuvres
- Beerholms Vorstellung. Roman. Deuticke, Wien 1997.  (ISBN 3-216-30290-3)
  - La Nuit de l’illusionniste, traduction de Juliette Aubert. Arles : Actes sud, 2010, 174 p. (Lettres allemandes).  (ISBN 978-2-7427-8934-4)
- Unter der Sonne. Contes. Deuticke, Wien 1998.  (ISBN 3-216-30363-2)
- Mahlers Zeit. Roman. Suhrkamp, Frankfurt 1999.  (ISBN 3-518-41078-4)
- Der fernste Ort. Nouvelle. Suhrkamp, Frankfurt 2001.  (ISBN 3-518-41265-5)
- Ich und Kaminski. Roman. Suhrkamp, Frankfurt 2003.  (ISBN 3-518-41395-3)
  - Moi et Kaminski, traduction de Nicole Casanova. Arles : Actes sud, 2004  (ISBN 978-2-7427-4797-9)
- Die Vermessung der Welt. Roman. Rowohlt, Reinbek bei Hamburg 2005.  (ISBN 3-498-03528-2)
  - Les Arpenteurs du monde, traduction de Juliette Aubert. Arles : Actes sud, 2006  (ISBN 978-2-7427-6545-4)

- Wo ist Carlos Montúfar? Essai. Rowohlt, Reinbek bei Hamburg 2005.  (ISBN 3-499-24139-0)
- Diese sehr ernsten Scherze. Göttinger Poetikvorlesungen. Wallstein Verlag, Göttingen 2007.  (ISBN 3835301454)
- Ruhm. Ein Roman in neun Geschichten. Rowohlt, Reinbeck bei Hamburg 2009.  (ISBN 978-3498035433)
  - Gloire : roman en neuf histoires, traduction de Juliette Aubert. Arles : Actes sud, 2009, 164 p. (Lettres allemandes).  (ISBN 978-2-7427-8084-6)
- Der Mentor, 2012
  - Le mentor, trad. Silvia Berutti-Ronelt et Hélène Mauler, Éditions du Brigadier, 2024
- Geister in Princeton, pièce radiophonique, Argon Verlag, Berlin, 1 CD, 2013
  - Les Esprits de Princeton, traduction de Juliette Aubert. Arles : Actes sud, 2012, 64 p. (Actes Sud papiers).  (ISBN 978-2-330-00552-8) - pièce de théâtre
- F, Rowohlt, Reinbek bei Hamburg 2013  (ISBN 978-3-498-03544-0)
  - Friedland, traduction de Juliette Aubert. Arles : Actes sud, 2015, 304 p. (Lettres allemandes).  (ISBN 978-2-330-03898-4)
- Du hättest gehen sollen, Rowohlt, Reinbek bei Hamburg 2016  (ISBN 978-3-498-03573-0)
  - Tu aurais dû t'en aller, traduction de Juliette Aubert. Arles : Actes sud, 2021, 35 p. (Lettres allemandes).  (ISBN 978-2-330-14397-8)
- Tyll, Roman. Rowohlt, Reinbek bei Hambourg 2017,  (ISBN 978-3-498-03567-9).
  - Le Roman de Tyll Ulespiègle, traduction de Juliette Aubert. Arlesː Actes sud, 2020, 405 p. (Lettres allemandes).  (ISBN 978-2-330-13087-9)
- Heilig Abend, 2017
  - Un réveillon de Noël, trad. Thomas Jouannet et Armelle Deutsch, Éditions du Brigadier, 2024
- Lichtspiel. Roman. Rowohlt, Hamburg 2023,  (ISBN 978-3-498-00387-6).
  - Jeux de lumière, traduction de Juliette Aubert-Affholder, Actes Sud 2025, 416 p.

## Distinctions
- 1998 : Prix de promotion du groupe culturel du Bundesverband der Deutschen Industrie
- 2000 : Bourse du colloque littéraire de Berlin
- 2003 : Prix de promotion de la chancellerie fédérale autrichienne
- 2005 : Prix Candide pour Literarischen Vereins Minden[5]
- 2005 : Finaliste du Prix du livre allemand (Deutscher Buchpreis) pour son livre Die Vermessung der Welt (traduit en français en 2007 sous le titre Les Arpenteurs du monde)
- 2006 :
  - Prix littéraire de la Fondation Konrad Adenauer[6]
  - Prix Heimito von Doderer[7]
  - Prix Kleist[8]
- 2010 : Prix Cévennes du roman européen pour Gloire ((de) Ruhm)
- 2013 : Sélection Prix du livre allemand (Deutscher Buchpreis) pour F (traduit en français en 2015 sous le titre Friedland)
- 2018 : Prix Friedrich Hölderlin de la ville de Bad Homburg[9]

Autre
- Membre de l'Académie des sciences et des lettres de Mayence

## Adaptations au cinéma et à la télévision
- 2012 : Die Vermessung der Welt, d'après son roman éponyme publié en 2005 (Les Arpenteurs du monde), film germano-autrichien de Detlev Buck
- 2012 : Ruhm, d'après son roman éponyme publié en 2009 (Gloire : roman en neuf histoires), film germano-autrichien d'Isabel Kleefeld (de)
- 2020 : Une nuit pour convaincre (Das Verhör in der Nacht), d'après sa pièce Heilig Abend publiée en 2005, téléfilm allemand de Matti Geschonneck
- 2021: Next Door (Nebenan), d'après son scénario, film allemand de Daniel Brühl

## Crédit d'auteurs
- (de) Cet article est partiellement ou en totalité issu de l’article de Wikipédia en allemand intitulé « Daniel Kehlmann » (voir la liste des auteurs).